# Challenges
Pour les articles homonymes, voir Challenge.
Challenges est un magazine hebdomadaire économique français paraissant le jeudi.
Il est fondé en 1982 par d'anciens étudiants de l'ESSEC.
Depuis 1987, il est détenu par Claude Perdriel via son Groupe Perdriel. Au printemps 2021, Bernard Arnault rentre au capital et devient un actionnaire majeur.
Challenges est actuellement détenu par Claude Perdriel (60 %) et Bernard Arnault (40 %) via leurs groupes Presse Perdriel  et LVMH.

## Historique
Le magazine est fondé par d'anciens étudiants de l'ESSEC, dont Patrick Fauconnier et Cécile Ayral. Le premier numéro parait en juillet 1982 et comporte un dossier consacré aux « nouveaux optimistes ». C'est un magazine gratuit destiné aux jeunes diplômés. Son titre est alors Challenge (sans s).
L'année suivante, le magazine interviewe le président de la République François Mitterrand sous le titre « Mitterrand aux jeunes qui ont envie d'entreprendre ».
En 1985, le magazine devient payant.
En 1987, Claude Perdriel, propriétaire du Nouvel Observateur, rachète le mensuel qui prend pour nom Challenges,. Selon Vincent Beaufils, Perdriel « insuffle ses méthodes agressives » de publipostage.
En juin 1992, afin de concurrencer le magazine Capital, Challenges, selon Jacques Henno, réoriente sa stratégie. Il diminue fortement la part des articles consacrés au lectorat des  « jeunes loups » (étudiants, cadres débutants, etc.) ; et s'adresse à « un public plus classique de cadres moyens et supérieurs » qui est plus attirant pour les annonceurs publicitaires. Le prix de vente au numéro est réduit de 30 à 18 Francs.
La diffusion connaît une forte progression au cours de la première moitié des années 1990. En 2000, les abonnés représentent 85 % des ventes.
Le journal propose une nouvelle formule au mois de septembre 2001, et voit son rythme de parution passer de mensuel à bimensuel,,.
Le 1er septembre 2005, Challenges devient hebdomadaire et baisse son prix de vente au numéro de 2,5 à 1,8 €. Cette formule comprend de nouvelles rubriques et la une du premier numéro est consacrée à « La gauche selon Blair »,.
La diffusion du journal recule assez fortement entre 2011 et 2014 selon l'OJD, la diffusion payée en France reculant de près de 10 % : passant de 231 813 exemplaires en 2011 à 208 658 en 2014.
En septembre 2014, Challenges lance un quotidien numérique payant : Challenges Soir. Ce quotidien rassemble 5 000 abonnés en avril 2015, ce qui semble trop faible pour assurer la pérennité de cette activité. Le 23 octobre 2014, L'Obs est proposé en couplage avec Challenges[réf. nécessaire].
Des mesures d'économies ont été prises en 2014, à hauteur de 800 000 euros, afin d'enrayer les pertes du journal pour 2014 (deux millions d'euros) et celles prévues pour 2015.
En mars 2017, lors de la campagne de la présidentielle française, la Société des journalistes de Challenges dénonce le parti-pris du site internet en faveur d'Emmanuel Macron du fait d'une publication bien plus fréquente des articles de Bruno Roger-Petit et de Maurice Szafran, par rapport à ceux des autres éditorialistes. Elle déplore en outre « les interventions multiples et déplacées de Maurice Szafran auprès de la direction et de l’équipe web, à la suite de la parution d’un article critique à l’égard de Macron ».
En décembre 2017, le groupe de presse Groupe Perdriel accueille, à hauteur de 40 % de son capital, Renault qui y injecte cinq millions d'euros,,. Car celui-ci souhaite diffuser le contenu de l'hebdomadaire dans ses véhicules électriques et connectés.
En 2018, Challenges est attaqué en justice par le groupe Conforama pour avoir divulgué que l'enseigne d'ameublement avait été placée sous mandat ad hoc, une procédure confidentielle visant à aider les entreprises en difficulté. Le tribunal de commerce donne raison à Conforama et demande la dépublication de l'article, mais en juin 2019, la cour d'appel donne finalement raison à Challenges et oblige Conforama à dédommager le magazine à hauteur de 1 500 euros et à couvrir ses frais de justice. Cette décision est saluée par Libération comme une bonne réponse en faveur de la liberté de la presse.
Début 2019, Renault monte à 45 % du capital du groupe de presse Groupe Perdriel en injectant 2,25 millions d'euros. Claude Perdriel investit environ 2,75 millions d'euros en augmentation de capital,. En décembre 2019, ce dernier rachète les parts de Renault,.
En septembre 2020, des rumeurs enflent sur une arrivée de LVMH au sein du capital de Challenges. Claude Perdriel étant à la recherche d'un partenaire solide, ses relations étroites avec Bernard Arnault devraient inciter ce dernier à prendre possession de 40 % du capital de Challenges publications. Cette acquisition permettrait en outre à LVMH de poursuivre sa stratégie de mainmise sur la presse d'information spécialisée en économie,.
En mai 2021, LVMH, dirigé par Bernard Arnault, prend 40 % du capital du magazine en apportant 8 millions d'euros,.
Début septembre 2021, le magazine Challenges se transforme en un magazine d'actualité généraliste.
Dans l'entre-deux tours de la présidentielle de 2022, le magazine publie une couverture anti-Marine Le Pen.Juste avant le premier tour des élections législatives de 2022, une couverture anti-Mélenchon du magazine imposée par le directeur de la publication, Claude Perdriel, est dénoncée par les journalistes de la rédaction.

## Activités

### Description
Le slogan du magazine Challenges est : « L’économie de demain est l’affaire de tous ».
Il est dirigé par Vincent Beaufils ; Pierre-Henri de Menthon en est le directeur de la rédaction.
Depuis 2005, l'hebdomadaire a opté pour une première page de couverture originale pour la presse française, représentant chaque semaine un portrait d'une personnalité, sur fond noir.
Les années qui suivent, l'hebdomadaire développe davantage son contenu numérique, en ajoutant de nombreux contenus vidéo. Depuis 2009, une émission hebdomadaire de web-TV complète le contenu papier et mobile et est nommée  Le Club Entrepreneur.
En 2018, Challenges.fr élargit ses thématiques et ouvre deux nouvelles verticales sur son site internet : « Vie de bureau » et « Femmes ».

### Palmarès annuel des «500 plus grandes fortunes professionnelles de France»
Le magazine Challenges est connu pour son classement annuel des « 500 plus grandes fortunes professionnelles de France » dont la publication a débuté en juillet 1996. Il se base sur une estimation de l'ensemble des actifs professionnels sans tenir compte des biens personnels.
À la différence du classement réalisé par le magazine Capital, il ne tient pas compte des dettes[réf. nécessaire].
| Rang | Famille de ...                        | Société              | Fortune (en milliards d'€) |
| ---- | ------------------------------------- | -------------------- | -------------------------- |
| 1    | Bernard Arnault                       | LVMH                 | 90                         |
| 2    | Alain Wertheimer et Gérard Wertheimer | Chanel               | 50                         |
| 3    | Françoise Bettencourt-Meyers          | L'Oréal              | 46                         |
| 4    | Famille Dumas                         | Hermès International | 43                         |
| 5    | Gérard Mulliez                        | Groupe Mulliez       | 32                         |

Challenges censure en 2024 sa Une sur les Français les plus riches pour satisfaire Bernard Arnault, détenteurs de 40 % des actions du magazine.

### Ligne éditoriale
En 2017, dans le cadre de la campagne présidentielle française, plusieurs journalistes de Challenges estiment et déplorent que leur journal « roule pour Macron ».

### Diffusion
Diffusion payée en France du magazine (Diffusion totale payée - en milliers d'exemplaires). Source OJD :
| TITRE               | 1982 |  | 1985 |  | 1987 |  | 1991 | 1992 |  | 1995 |  | 2000 |  | 2002 |  | 2004 |  | 2011 | 2012 | 2013 | 2014 | 2015 | 2016 | 2017 | 2018 | 2019 | 2020 | 2021 |
| ------------------- | ---- |  | ---- |  | ---- |  | ---- | ---- |  | ---- |  | ---- |  | ---- |  | ---- |  | ---- | ---- | ---- | ---- | ---- | ---- | ---- | ---- | ---- | ---- | ---- |
| Challenges magazine | 5    |  | 10   |  | 43   |  | 75   | 100  |  | 200  |  | 250  |  | 227  |  | 233  |  | 232  | 229  | 223  | 209  | 187  | 199  | 202  | 205  | 185  | 184  | 178  |

### Chiffres clés
|                                          | 2014    | 2015    | 2016    | 2017   | 2018    | 2019   | 2020   | 2021   |
| ---------------------------------------- | ------- | ------- | ------- | ------ | ------- | ------ | ------ | ------ |
| Chiffre d'affaires en milliers d'euros   | 22 486  | 21 653  | 22 248  | 23 686 | 23 034  | 22 382 | 18 683 | 39 551 |
| Résultat net en milliers d'euros (perte) | - 2 266 | - 2 216 | - 3 653 | - 2681 | - 2 775 | -3 363 | -9 602 | -3 640 |
| Effectif                                 |         |         | 76      |        |         | 77     | 75     | 170    |